# Penedès (DO)
Pour les articles homonymes, voir Penedès.
Le penedès (du catalan : penedés) est un vin espagnol bénéficiant d'une dénomination d'origine protégée.
Il appartient au vignoble de Catalogne et est situé entre Barcelone et Tarragone. Ses vignes s'étagent entre la mer Méditerranée et le massif de Montserrat.

## Histoire

### Antiquité
Les premières traces de viticulture locale remontent au IVe siècle av. J.-C., probablement introduite par les Phocéens. Les Romains développent la culture de cépages majoritairement rouges. Le vin rouge du penedès est plus connu que le vin blanc, mais c'est ce dernier qui est destiné aux offrandes à Bacchus. La commercialisation est facilitée par le passage de la Via Augusta dans le vignoble même.

### Moyen Âge
La conquête musulmane de la péninsule Ibérique est un épisode relativement court en Catalogne pour avoir une influence durable. L'engouement de la plantation de vigne vient ensuite des ordres monastiques, principalement les bénédictins et les cisterciens, pour qui le vin est indispensable pour la célébration de l'eucharistie.
À cette époque, de nombreux cépages sont cultivés. Les vins de cépages blancs acides sont distillés pour en faire de l'eau-de-vie. L'alambic de cuivre est une technique apportée par les Arabes. Les progrès de la distillation se font grâce aux médecins comme Arnaud de Villeneuve : leur recours aux eaux-de-vie pour élaborer des médicaments participe à l'essor de cette industrie. L'élevage long de cet alcool en barrique de chêne commence à la même époque.

### Époques moderne et contemporaine
Durant la seconde moitié du XIXe siècle, les opérations de vinification et de commercialisation sont concentrées par les caves coopératives et les entreprises privées, les bodegas. Les bodegas Torres et Codorniu sont parmi les plus connues.
En 1872, commence la fabrication de vins effervescents. Utilisant la méthode traditionnelle venue du champagne, la région produit un vin dénommé cava. Le développement commercial viticole du penedès est fortement lié à celui du cava.
Avant la crise du phylloxera dans la seconde moitié du XIXe siècle, le vignoble produisait une grande majorité de vins rouges. La replantation s'est faite majoritairement en raisin blanc pour la production de cava. Au début du XXIe siècle, la proportion est de moins de 10 % de vin rouge et 75 % de vins blancs. Parmi des derniers, un certain nombre échappe aux statistiques de commercialisation du penedès pour être destinés à l'élaboration de cava.

## Étymologie
Penedès vient du latin pinnatense. Durant le Moyen Âge, des déformations font apparaitre Penitensis, Pannis densis, puis en 1070, penites. Penedès a été donné en référence à une zone rocheuse et escarpée. Le terme est à rapprocher du catalan penya (ca), rocher de grande taille.

## Géographie

Situation géographique du penedès en Catalogne.

### Situation
Le vignoble du Penedès est implanté dans une dépression coincée entre la cordillère littorale catalane et la plaine côtière de la Costa Daurada.
L'aire d'appellation est divisée en trois zones. Le littoral maritime correspondant approximativement au baix Penedès ; les terres sont en dessous de 200 mètres d'altitude. Le Penedès medio s'étage entre 200 et 500 mètres. Enfin, le alt Penedès concerne la partie plantée au-delà de 500 mètres. La partie centrale renferme 60 % des 26 000 hectares. Cette aire s'étend sur les territoires des comarques de Baix Penedès, Garraf et Alt Penedès, ainsi que sur une partie des comarques limitrophes de Anoia, Baix Llobregat, Alt Camp et Tarragonès.

### Orographie et géologie

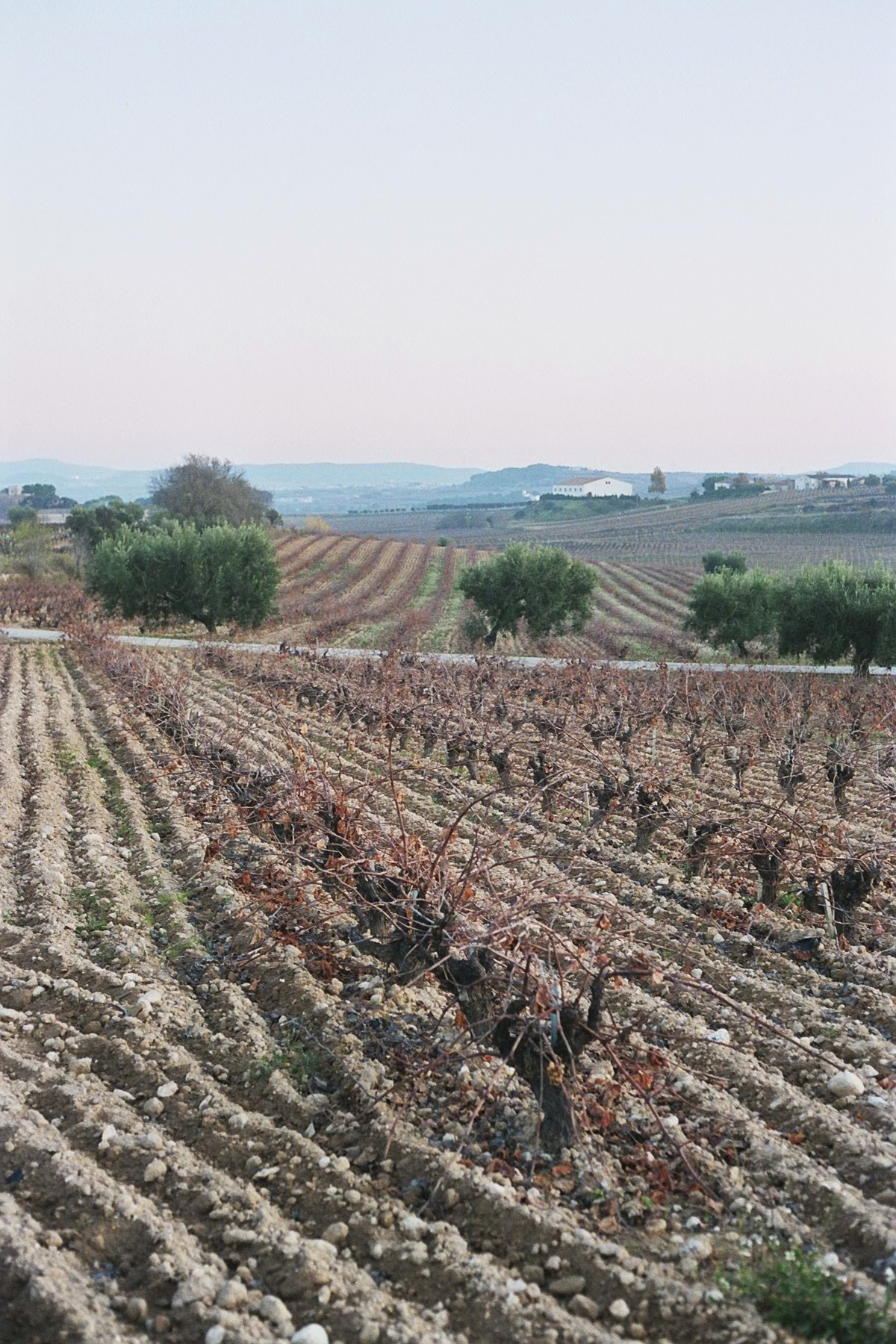
Vigne labourée montrant les nombreux galets du sol.

La composition du sol est très variable mais la majeure partie des parcelles comporte une proportion équilibrée entre sable et argile, permettant une percolation et une rétention en eau aptes à la pousse de la vigne. En revanche, le sol est pauvre en matière organique, calcaire et pas particulièrement fertile.
La majorité des parcelles de vigne sont situées en terrain plat.

### Climatologie

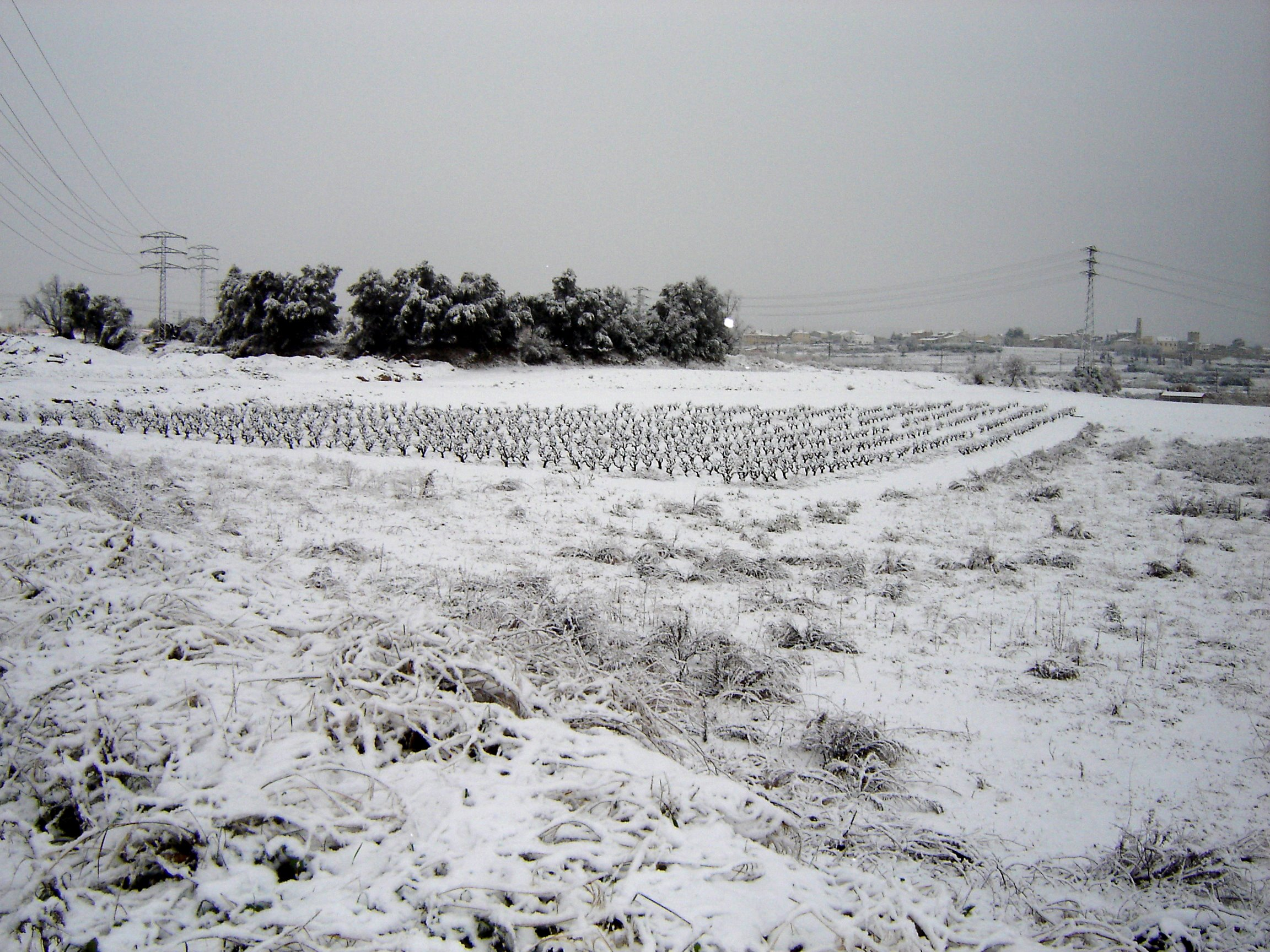
Vigne du penedès sous la neige.

Le penedès bénéficie d'un climat globalement méditerranéen. Cependant, de nombreuses influences expliquent une grande variété de climats locaux: expositions, altitude, proximité de la mer... Dans le détail, certains secteurs sont sensibles au gel printanier, notamment les vignes les plus hautes. (800 mètres d'altitude) De même, la pluviométrie peut ponctuellement atteindre 900 mm, soit presque le double de la moyenne locale.
Le penedès est relativement protégé des vents froids du nord mais peut subir des épisodes de mistral. L'été est sous la dominance du vent marin. Il tempère la zone côtière, plus fraîche que la zone centrale.
La pluviométrie présente une saison humide, l'automne, mais des périodes de brouillard peuvent favoriser les maladies cryptogamiques, comme le mildiou de la vigne, même avec de faibles chutes d'eau.
La station météorologique de Reus-aéroport se situe un peu au sud de l'aire d'appellation mais son climat en est très proche.
| Mois                              | jan. | fév. | mars | avril | mai  | juin | jui. | août | sep. | oct. | nov. | déc. | année |
| --------------------------------- | ---- | ---- | ---- | ----- | ---- | ---- | ---- | ---- | ---- | ---- | ---- | ---- | ----- |
| Température minimale moyenne (°C) | 4    | 5,1  | 6,6  | 8,4   | 11,9 | 15,7 | 18,6 | 19,3 | 16,5 | 12,3 | 7,6  | 5,2  | 10,9  |
| Température moyenne (°C)          | 8,9  | 10,1 | 11,6 | 13,4  | 16,7 | 20,6 | 23,7 | 24   | 21,2 | 17   | 12,4 | 10   | 15,8  |
| Température maximale moyenne (°C) | 13,8 | 15   | 16,7 | 18,4  | 21,5 | 25,4 | 28,7 | 28,8 | 25,9 | 21,7 | 17,2 | 14,7 | 20,7  |
| Ensoleillement (h)                | 106  | 164  | 199  | 223   | 243  | 264  | 308  | 264  | 201  | 184  | 160  | 138  | 2 509 |
| Précipitations (mm)               | 38   | 23   | 35   | 40    | 60   | 38   | 15   | 51   | 77   | 65   | 49   | 40   | 504   |

Les moyennes de température sont chaudes. Quatre mois consécutifs ont une température moyenne supérieure à 20 °C et durant six mois les maximales dépassent les 20 °C. De même, six mois consécutifs affichent un ensoleillement supérieur à 200 heures. Ces éléments favorisent une bonne maturité du raisin.
Les précipitations sont basses avec une moyenne annuelle de 504 mm. Cependant, l'alimentation hydrique est relativement régulière, hormis un déficit en juin et juillet. Néanmoins, les pluies de mai permettent de tenir et août apporte une réserve intéressante au moment où les raisins grossissent. L'humidité en septembre et octobre peut être bénéfique ou destructrice de qualité selon les années.

## Vignoble

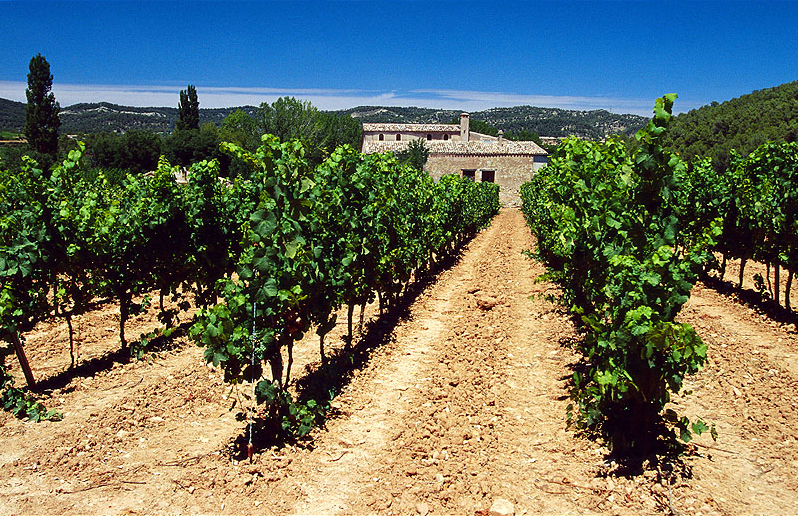
Vigne à sol travaillé.

### Encépagement

#### Raisins noirs
L'ordre de dénomination (équivalent du décret d'appellation en France) mentionne neuf cépages rouges. Les cépages traditionnels, carignan N localement nommé samsó, grenache noir N, mourvèdre N, localement nommé monastrell ou tempranillo N, nommé localement ull de llebre, côtoient des cépages français importés. Il s'agit des cabernet sauvignon N, merlot N, pinot noir N, syrah N et cabernet franc N.

#### Raisins blancs
L'ordre de dénomination mentionne douze cépages blancs. Comme pour les cépages noirs, les cépages locaux, maccabeu B, xarel-lo B, parellada B et subirat parent B, sont cultivés à côté de cépages importés depuis longtemps, comme le muscat d'Alexandrie B, le muscat blanc à petits grains B et le malvoisie de Sitges, ou des introductions récentes telles que le chardonnay B, le sauvignon B, le riesling B, le gewurztraminer Rs ou le chenin B.

### Pratiques culturales

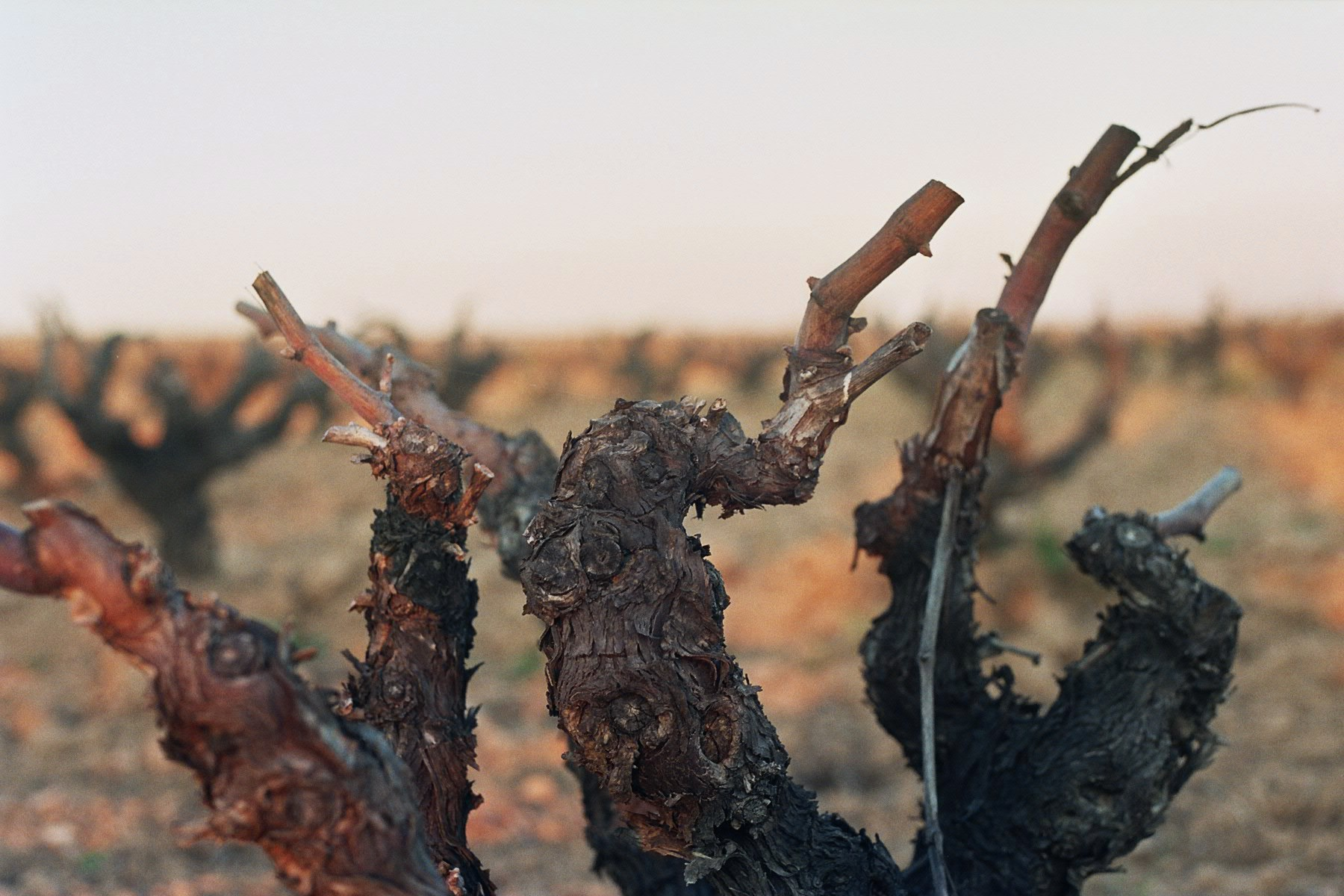
Vigne taillée en gobelet.

La vigne doit être plantée à une densité de plantation comprise entre 1 800 et 4 500 ceps par hectare.
L'irrigation est autorisée à condition qu'au moment des vendanges, le raisin soit arrivé à maturité et apte à l'élaboration de penedès, sur le plan du titre alcoométrique et de l'acidité. Cette autorisation peut être suspendue par le conseil régulateur de la dénomination en fonction de la météorologie du millésime.

### Récolte

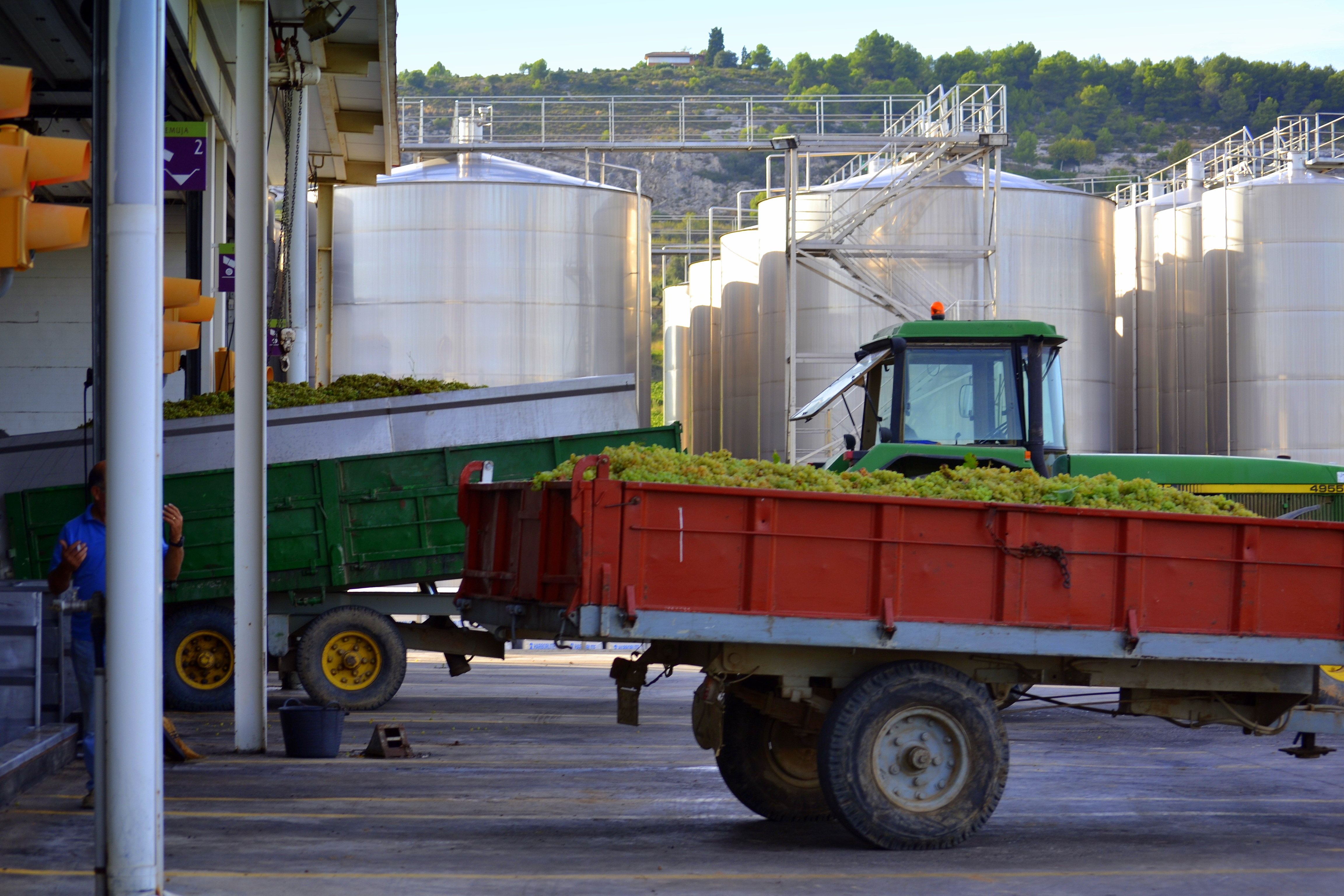
Arrivée de la vendange au chai.

Le début des vendanges est soumis à une autorisation. Sa date est déterminée en fonction des cépages cultivés pour chaque zone climatique.
Le rendement est limité à 12 000 kilogrammes par hectare pour les vins blancs et 9 000 pour les vins rouges.

## Vin

### Types de vins
Les vins du penedès sont majoritairement des vins destinés à être bus jeunes.
La vinification des vins blancs n'utilise pas de macération pelliculaire. Les vins sont aromatiques et vifs, mais leur fraîcheur ne perdure guère au-delà d'un an. Certains vins blancs sont demi-secs ; ils conservent une petite quantité de sucre non fermenté.
Les vins rosés ont une couleur variable selon la bodega qui les vinifie. Ils sont aussi destinés à être consommés jeunes.
Les vins rouges sont généralement des vins à court vieillissement, même si certaines cuvées sont destinées à plus de deux ans de conservation.

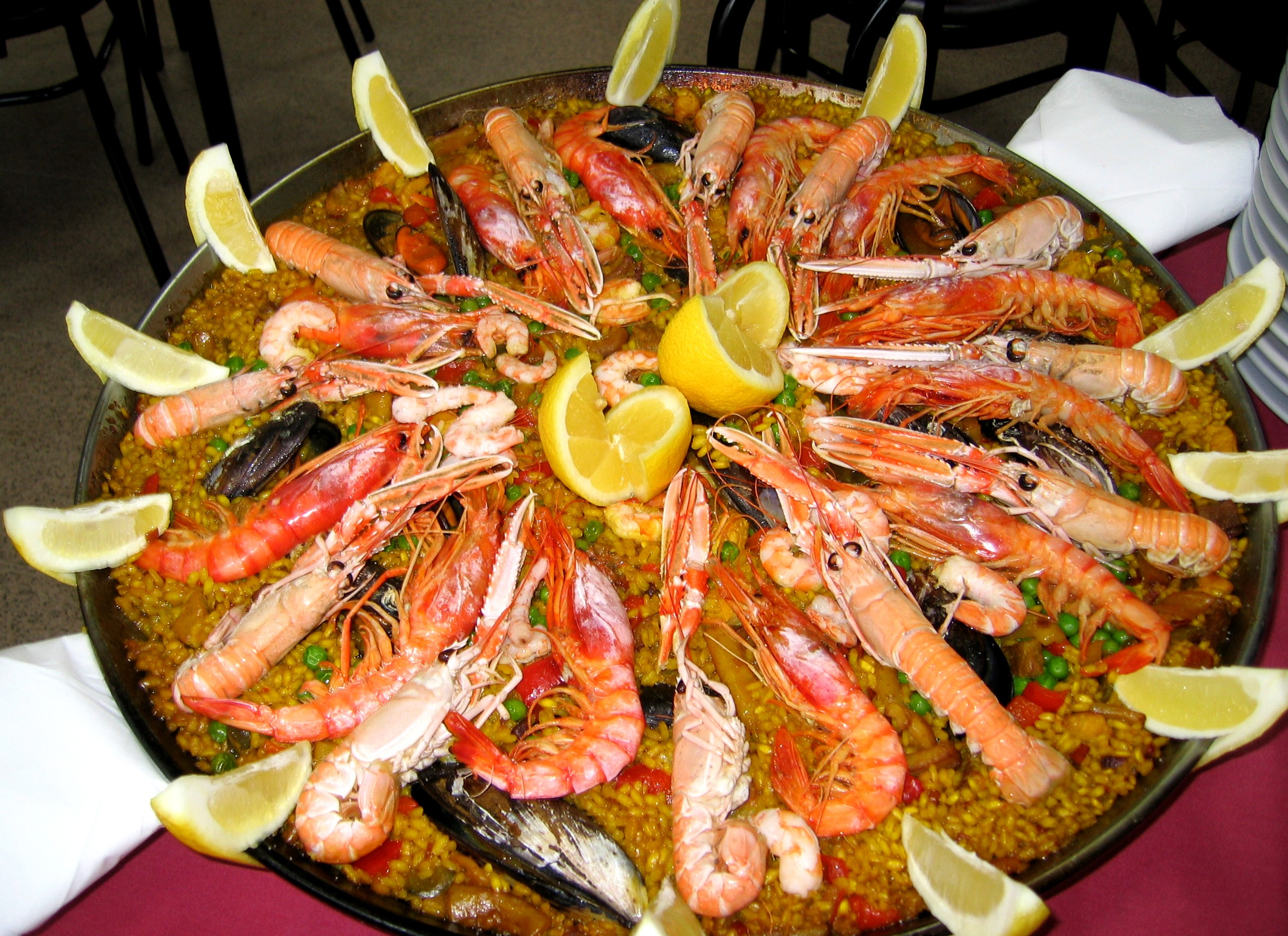
La paella convient aux vins des trois couleurs.

### Service et gastronomie
La gastronomie catalane est une cuisine méditerranéenne : légumes assaisonnés à l'huile d'olive, poissons volailles et viande grillées.
Les vins blancs sont de bons vins d'apéritif, pour les viandes blanches et poissons grillés ou certains légumes.
Les vins rosés accompagnent les fruits de mer et plats de légume, comme les plats complets, tels la paella.
Les vins rouges sont recommandés avec les viandes rouges (bœuf, porc et gibiers), les volailles, les tartes aux légumes, les fromages locaux, mais aussi tous les plats régionaux.

## Culture

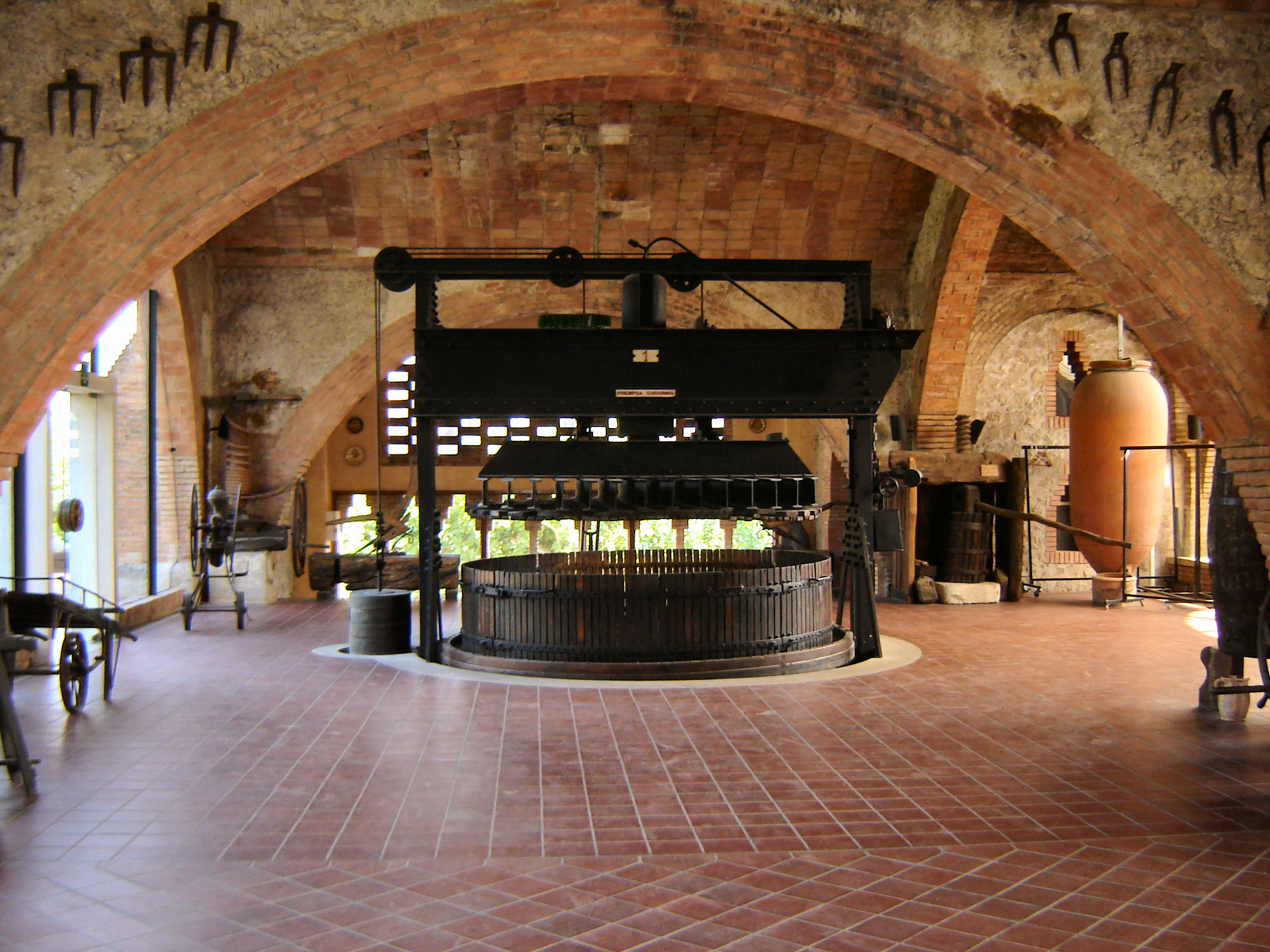
Pressoir à vin au musée Codorniu.

Le musée de la culture de la vigne à Vilafranca del Penedès présente des expositions permanentes, dans un palais gothique des XIIe et XIIIe siècles et une annexe reconstruite entre 1968 et 1975. Une modernisation du musée est en cours afin de réorganiser les espaces de manière plus harmonieuse.
L'entreprise Codorniu présente aussi une collection d'outils viticoles et vinicoles dans son musée.